# Comuna Cărbunari, Caraș-Severin
Cărbunari este o comună în județul Caraș-Severin, Banat, România, formată din satele Cărbunari (reședința) și Știnăpari.

## Demografie
Componența etnică a comunei Cărbunari
     Români (94,52%)
     Alte etnii (5,48%)
Componența confesională a comunei Cărbunari
     Ortodocși (83,82%)
     Baptiști (9,17%)
     Fără religie (1,27%)
     Alte religii (0,25%)
     Necunoscută (5,48%)
Conform recensământului efectuat în 2021, populația comunei Cărbunari se ridică la 785 de locuitori, în scădere față de recensământul anterior din 2011, când fuseseră înregistrați 1.008 locuitori. Majoritatea locuitorilor sunt români (94,52%). Din punct de vedere confesional, majoritatea locuitorilor sunt ortodocși (83,82%), cu minorități de baptiști (9,17%) și fără religie (1,27%), iar pentru 5,48% nu se cunoaște apartenența confesională.

## Politică și administrație
Comuna Cărbunari este administrată de un primar și un consiliu local compus din 9 consilieri. Primarul, Gheorghe Prăsnescu[*], de la Partidul Social Democrat, este în funcție din 2000. Începând cu alegerile locale din 2024, consiliul local are următoarea componență pe partide politice:
|  | Partid                          | Consilieri | Componența Consiliului | Componența Consiliului | Componența Consiliului | Componența Consiliului |
|  | ------------------------------- | ---------- | ---------------------- | ---------------------- | ---------------------- | ---------------------- |
|  | Partidul Social Democrat        | 4          |                        |                        |                        |                        |
|  | Alianța pentru Unirea Românilor | 2          |                        |                        |                        |                        |
|  | Uniunea Salvați România         | 1          |                        |                        |                        |                        |
|  | Partidul Național Liberal       | 1          |                        |                        |                        |                        |
|  | Partidul Puterii Umaniste       | 1          |                        |                        |                        |                        |